# FK Smarhon
Der FK Smarhon ist ein belarussischer Fußballverein aus Smarhon im westbelarussischen Hrodsenskaja Woblasz. Der Verein stieg Ende 2022 in die Wyschejschaja Liha als höchster Spielklasse auf, in der er zuvor bereits vier Spielzeiten bestritten hatte.

## Geschichte
Die Vorläufer des Klubs gehen in die 1970er Jahre zurück, die offizielle Gründung des aktuellen Klubs fand unter dem Namen FK Stankabudavnik Smarhon 1987 statt. Nach dem Zusammenbruch der Sowjetunion spielte die Mannschaft ab 1992 in der zweitklassigen Perschaja Liha, aus der sie am Ende der Spielzeit 1992/93 als Schlusslicht abstieg. 
Zwischenzeitlich in FK Smarhon umbenannt gewann der Klub 2001 seine Staffel in der Druhaja Liha und kehrte in die Zweitklassigkeit zurück. Zwischen 2003 und 2005 war der Verein als jeweiliger Tabellendritter dreimal nur knapp vom Aufstieg in die erste Liga entfernt, in der Spielzeit 2006 gelang als Vizemeister hinter dem FK Minsk erstmals der Sprung in die Wyschejschaja Liha. In der Saison 2008 platzierte sich die Mannschaft als Tabellenachter in der oberen Tabellenhälfte, in der folgenden Saison wurde sie Tabellenletzte. Anschließend schwankte sie zwischen vorderem Mittelfeld und Abstiegskampf in der zweiten Liga.
Am Ende der Spielzeit 20200 platzierte sich der FK Smargon zwar nur auf dem sechsten Tabellenplatz, profitierte aber vom Rückzug des Erstligisten FK Haradseja und der Lizenzverweigerung für Krumkatschy Minsk, Arsenal Dsjarschynsk und Lokomotiv Homel, die alle vor dem Klub platziert waren, und stieg erneut in die erste Liga auf. Vier Saisonsiege in der Saison 2021 reichten nicht zum Klassenerhalt, gemeinsam mit Mitaufsteiger FK Sputnik Retschyza musste er den direkten Gang in die Zweitklassigkeit antreten. Als Vizemeister hinter Naftan Nawapolazk stieg er jedoch direkt erneut wieder auff.